# الکل و وزن
رابطه بین مصرف الکل و وزن بدن موضوع مطالعاتی است که نتایج آن‌ها نامشخص است. یافته‌های این مطالعات از افزایش وزن بدن تا کاهش جزئی در میان زنانی که شروع به مصرف الکل می‌کنند، متغیر است. برخی از این مطالعات با تعداد زیادی از شرکت‌کنندگان انجام شده است؛ یکی از آن‌ها شامل نزدیک به ۸٬۰۰۰ نفر و دیگری ۱۴۰٬۰۰۰ نفر بوده است.
یافته‌ها نامشخص هستند زیرا الکل خود شامل هفت کالری در هر گرم است، اما تحقیقات نشان می‌دهد که بدن تنها ۷۰–۸۰ درصد از این مقدار را به دلیل ترموژنز استخراج می‌کند، بنابراین تعداد تقریبی کالری‌ها که می‌توانند مورد استفاده قرار گیرند بین ۵ تا ۶ کالری در هر گرم الکل است.
بر اساس گفته‌های کنت بانتینگ، نتایج تحقیقات لزوماً به این معنی نیست که افرادی که می‌خواهند وزن کم کنند باید به مصرف الکل ادامه دهند، زیرا مصرف الکل به عنوان عاملی برای افزایش اشتها شناخته شده است. به دلیل این تناقضات در یافته‌ها، رابطه بین الکل و وزن همچنان حل نشده باقی مانده و نیاز به تحقیقات بیشتری دارد.
عوامل بیولوژیکی و محیطی به عنوان عواملی در ایجاد الکلیسم و چاقی در نظر گرفته می‌شوند. شباهت‌های فیزیولوژیکی بین پرخوری و الکلیسم به استراتژی‌های مداخله‌ای، مانند ترکیبات دارویی که ممکن است به افرادی که از هر دو رنج می‌برند کمک کند. برخی از پروتئین‌های سیگنال‌دهی مغز که پرخوری و افزایش وزن را میانجی‌گری می‌کنند، همچنین واسطه مصرف غیرقابل کنترل الکل هستند. برخی از زیرساخت‌های فیزیولوژیکی که پایه‌گذار مصرف غذا و الکل هستند، شناسایی شده‌اند. ملانوکورتین‌ها، گروهی از پروتئین‌های سیگنال‌دهی، در پرخوری و الکلیسم درگیر هستند.
برخی الگوهای مصرف الکل ممکن است به چاقی کمک کنند. یک مطالعه نشان داد که نوشندگان مکرر و سبک (سه تا هفت روز نوشیدن در هفته، یک نوشیدنی در هر روز نوشیدن) دارای BMI کمتری نسبت به نوشندگان نادر اما سنگین‌تر بودند. اگرچه کالری‌ها در مایعات حاوی اتانول ممکن است نتوانند مکانیزم فیزیولوژیکی که احساس سیری را در کوتاه‌مدت تولید می‌کند، تحریک کنند، نوشندگان مکرر در بلندمدت ممکن است با کم‌خوری انرژی ناشی از اتانول را جبران کنند.